# UJA Maccabi Paris Métropole
UJA Maccabi Paris Métropole, właśc. Union de la jeunesse arménienne Maccabi Paris Métropole – francuski klub piłkarski z siedzibą w Paryżu.

## Historia
Klub powstał w 2012 w wyniku fuzji klubów Maccabi Paris i UJA Alfortville. 
Maccabi Paris, działający w latach 1948–2012, uczestniczył w rozgrywkach ligowych wyłącznie na szczeblu amatorskim. Z kolei UJA Alfortville, istniejący od 1926 do 2012, występował przez jeden sezon w trzeciej lidze – w edycji 2010/2011, zajął w niej 18. miejsce i spadł do czwartej ligi.

## Reprezentanci kraju grający w klubie

### UJA Alfortville (1926–2012)
|  | - Samir Amirèche - Hakim Saci - Wissam Ben Yedder - Mickaël Germain - Victor Correia - Jean-Eudes Maurice - Cristel Kimbémbé - Zakarya Bergdich |  | - Ludovic Pancrate - Oumar N’Diaye - Danilson da Cruz - Odaïr Fortes - Carlos Moreira - Andy Felsina - Sébastien Raphose - Ibrahima Faye |

### UJA Maccabi Paris (2012–)
Stan na grudzień 2023
|  | - Matthieu Bemba - Geoffray Durbant - Fousseni Bamba - Victor Correia - Abdoul Aboubakari - Cristel Kimbémbé |  | - Nicolas Mirza - Vénuste Baboula - Malcom Babel - Sébastien Raphose - Kévin Zonzon |